# Handbjerg
Handbjerg er en landsby i det nordlige Vestjylland med 225 indbyggere  (2024). Landsbyen ligger i Holstebro Kommune, med en mindre del i Struer Kommune, og hører til Region Midtjylland. Handbjerg er beliggende i Handbjerg Sogn fire kilometer sydvest for Vinderup og 11 kilometer øst for Struer. Landsbyen ligger ved Venø Bugt gennemskåret af sekundærrute 513 og jernbanen mellem Struer og Skive. I 2014 blev Handbjerg Marina indviet, som er en stor lystbådehavn anlagt på en kunstig halvø. Udover bådpladser er der ved Handbjerg Marina en restaurant, en café samt en plads til autocampere.
Ca. 3 kilometer syd for landsbyen ligger Handbjerg Kirke med udsigt over Hellegård Ås lavland, og hovedgården Handbjerg Hovgård ligger lidt sydøst for landsbyen.